# 地下請
地下請（じげうけ）とは、中世日本の村落が、荘園・公領への年貢徴収を領主から請け負っていた制度。惣村請（そうそんうけ）、百姓請（ひゃくしょううけ）ともいう。
もともと日本の荘園公領制において、年貢の徴収権は領主が有していたが、鎌倉期に入り、地頭が荘園・公領支配に進出してくると、現地の地頭（又はその代官）に年貢徴収を請け負わせる地頭請が行われるようになった。地頭請のもとでは、地頭は、豊作・凶作に関わりなく、一定額（一定量）の年貢を領主へ納入する義務を負っていた。
こうした流れの中で、南北朝期より以降、畿内やその周辺地域において、自治権と連帯意識を高めた百姓らによる惣村が成立していくと、惣村もまた、領主と交渉して年貢徴収の請負権を獲得するようになった。これが地下請である。
地下請を行う惣村は、毎年一定額の年貢を領主へ納入した。領主側から見れば、自らが年貢徴収を行う場合と比べて、凶作時のリスクを回避し、また徴収に係るコストを軽減することができ、大きな利点があると言えた。地下請の実施は、被支配者からなる惣村が、支配者の信頼を得るまでに至っていたことを意味する。そのため、惣村は支配者の信頼に応えるため、惣内部で年貢の割り当てを行い、割り当てを満たすことのできない構成員には惣掟で罰則（財産没収など）を設けるなど、年貢納入の確実な履行に努めていた。
地下請は、室町期から安土桃山期まで継続し、江戸期の村請へと継承されていった。